# Vorsperre

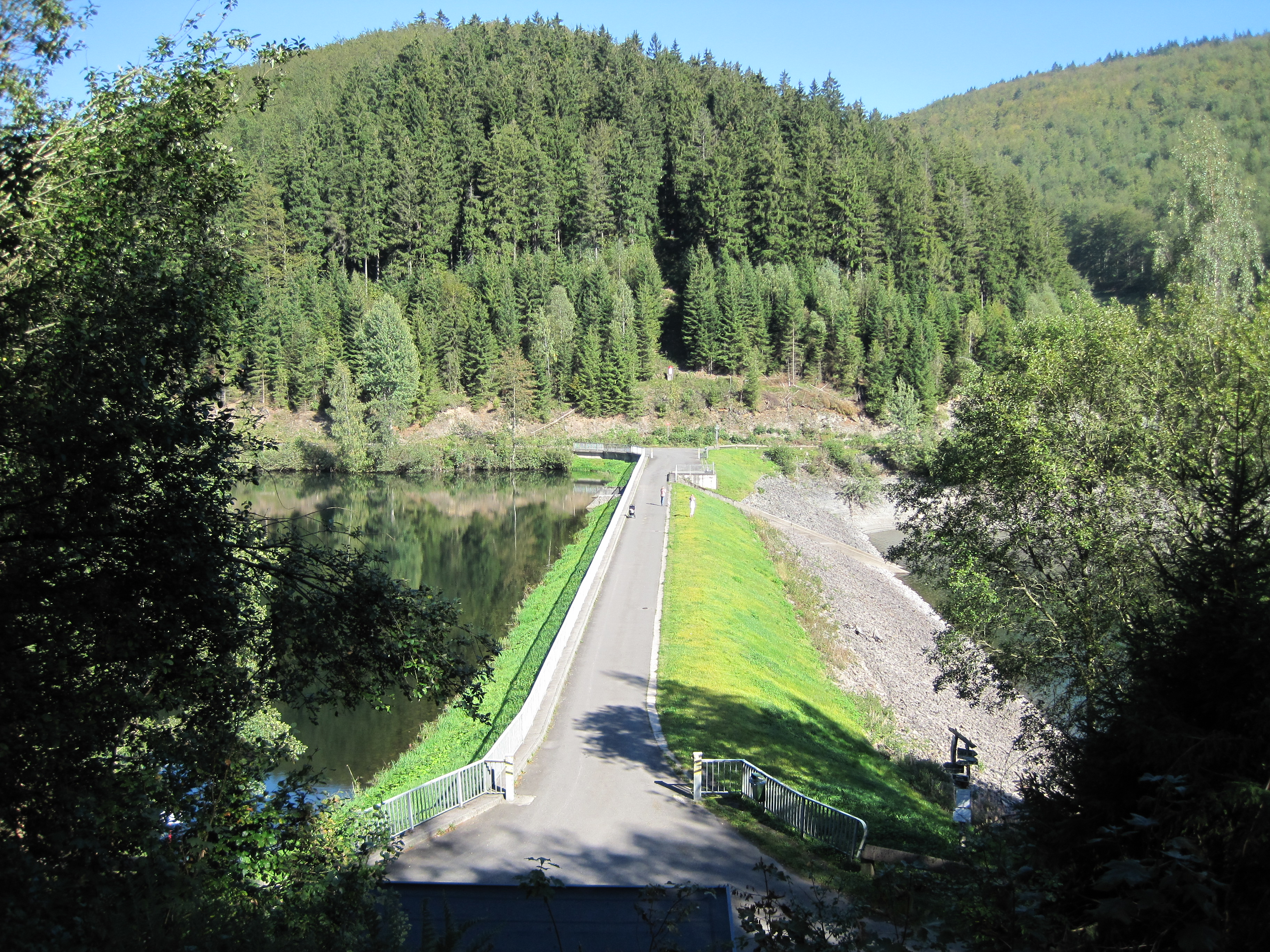
Vorsperre Talsperre Schönbrunn

Eine Vorsperre ist eine meist kleinere Stauanlage, die vor einer Talsperre liegt, um darin von den Zuflüssen mitgeführte Verunreinigungen (Baumstämme, Öl, Geröll, Sedimente) zurückzuhalten, was insbesondere bei Anlagen zur Trinkwasserversorgung von Bedeutung ist.

## Definition

### Vorsperren und Vorbecken
Von der Wortbedeutung her ist eine Vorsperre ein Sperren-Bauwerk wie die Hauptsperre, vor der sich das Vorbecken befindet. Vorsperre und Vorbecken sind also eins und bezeichnen zwei Teile ein und derselben Stauanlage. Es wäre dann unerheblich, ob sich zwischen ihnen und der Hauptsperre noch ein Stück Flusslauf befindet.

#### Definition der DIN
Die DIN 4048-1:1987-01 (Stand 10.2005) macht jedoch einen anderen Versuch, die Begriffe Vorsperre und Vorbecken zu normen. Als Vorsperren sollen nach der DIN Stauanlagen bezeichnet werden, die unmittelbar an der Stauwurzel einer Talsperre liegen, dort wo der Fluss oder Bach in die Talsperre mündet. Vorbecken liegen von den Haupt- und Vorsperren flussaufwärts weiter entfernt. Eine Vorsperre liegt direkt vor dem Hauptbecken und ist durch ein Absperrbauwerk (Staumauer, Staudamm) von ihr getrennt, wobei dieses auch an der Luftseite eingestaut ist. Der Stauspiegel in der Vorsperre ist höher als oder gleich hoch wie in dem Hauptbecken. Ein Vorbecken liegt weiter oberhalb der Hauptsperre (oder der Vorsperre) mit einem Stück Flusslauf dazwischen.

#### Frühere Bedeutungen
In der Vergangenheit wurden die Begriffe oft – neben der obigen Definition – auch uneinheitlich verwendet. Große Vorbecken, auch wenn sie von der Hauptsperre entfernt lagen und schon die Größe einer Talsperre hatten, wurden manchmal Vorsperre genannt.
Unbedeutende kleine Vorsperren wurden dagegen auch als Vorbecken oder Stauhaltung bezeichnet. Sie haben manchmal nur einen Durchlass ohne Aufstau.

#### Weitere Definitionen
Der in der DIN benannte Unterschied sollte besser mit anderen Ausdrücken definiert werden, zum Beispiel:
1. Vorbecken, das vom Staubecken der Hauptsperre durch eine Vorsperre abgetrennt ist und mit ihr – zumindest bei hohen Wasserständen – einen gemeinsamen Stauraum bildet,
2. Vorbecken, das sich ein Stück entfernt von der Hauptsperre am selben Flusslauf befindet und eine Vorsperre als Absperrbauwerk hat.

## Zweck von Vorsperren

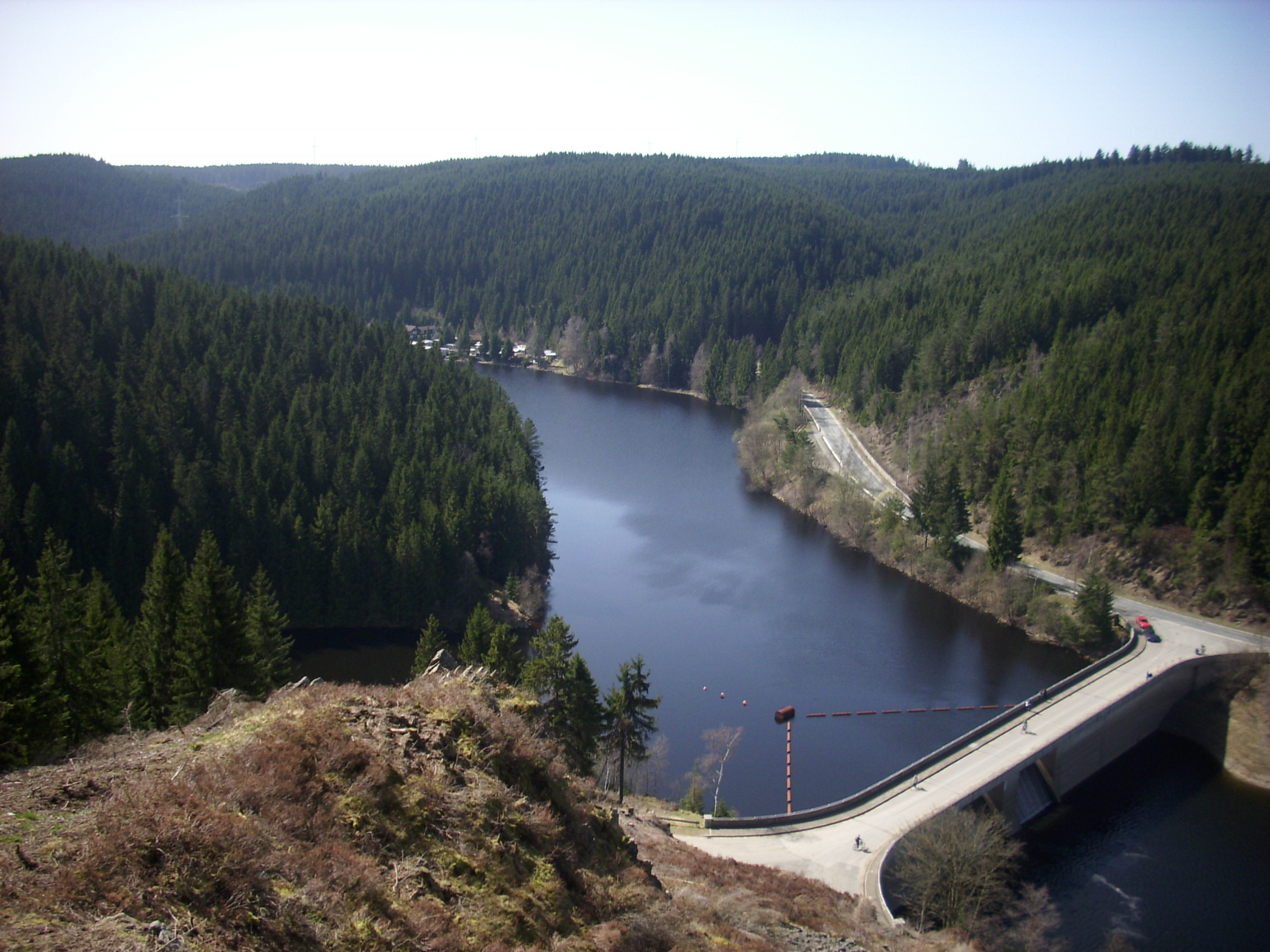
Vorsperre der Okertalsperre. Bei Vollstau steigt der Stauraum der Hauptsperre (rechts unten) bis auf das Niveau der Vorsperre.

Vorsperren und Vorbecken werden gebaut, um Geröll, Geschwemmsel, Verschmutzungen und dergleichen aus dem Hauptbecken fernzuhalten. Das Wasser soll vorgereinigt werden, dabei sedimentieren eventuelle Trübstoffe. Für eine optimale Vorreinigung des Wassers ist eine ausreichende Aufenthaltszeit im Vorbecken erforderlich; Kurzschluss-Strömungen direkt in das Hauptbecken sind zu vermeiden. Die erforderliche Größe eines Vorbeckens lässt sich in Abhängigkeit von der Zuflussmenge berechnen, meist wird die Dimensionierung aber eher von konstruktiven Bedingungen geprägt.
Je nach den Bedingungen im Einzugsgebiet können Vorbecken durch Sedimentation verlanden und müssen dann regelmäßig ausgebaggert werden. Durch sie wird aber die Sedimentation im Stauraum der Hauptsperre vermindert.
Vorsperren bleiben ständig auf dem Niveau des Stauzieles eingestaut, während die Hauptsperre einen wechselnden Wasserstand haben kann. Durch den gleich bleibenden Wasserstand in dem Vorbecken ergeben sich ganz andere ökologische Bedingungen für die Tier- und Pflanzenwelt, wodurch die Vorbecken sich oft zu Biotopen entwickeln, die unter Naturschutz gestellt werden.

## Unterwasservorsperren
Vorsperren, die bei Vollstau im Hauptstausee unter Wasser stehen, nennt man auch Unterwasservorsperren.